# Breakdance aux Jeux européens de 2023
Les épreuves de breakdance aux Jeux européens de 2023 se déroulent au parc Strzelecki de Nowy Sącz, en Pologne les 26 - 27 juin 2023. Il s'agit de la première apparition du sport au programme des jeux européens.
Seize danseurs s'affrontent en un contre un. Pour chaque catégorie, un comité national peut engager deux compétiteurs au maximum et le pays hôte est assuré d'être représenté. Les athlètes ayant accédé aux demi-finales des championnats d'Europe 2022 ou championnats d'Europe 2023 sont qualifiés (avec un seul quota par pays); ensuite, les concurrents sont choisis à partir de leur classement établi en mai par la WDSF.
Conformément au système de qualification olympique, une place de quota pour chaque sexe sera attribuée pour les Jeux olympiques de Paris 2024.

## Podiums
| Épreuves | Or                         | Argent                           | Bronze                         |
| -------- | -------------------------- | -------------------------------- | ------------------------------ |
| B-Boys   | Danis Civil (Dany) (FRA)   | Menno van Gorp (Menno) (NED)     | Fouad Ambelj (Lil Zoo) (AUT)   |
| B-Girls  | Dewi Sardjoe (India) (NED) | Anna Ponomarenko (Stefani) (UKR) | Dominika Banevič (Nicka) (LTU) |

## Tableau des médailles
| Rang  | Nation   | Or | Argent | Bronze | Total |
| ----- | -------- | -- | ------ | ------ | ----- |
| 1     | Pays-Bas | 1  | 1      | 0      | 2     |
| 2     | France   | 1  | 0      | 0      | 1     |
| 3     | Ukraine  | 0  | 1      | 0      | 1     |
| 4     | Autriche | 0  | 0      | 1      | 1     |
| 4     | Lituanie | 0  | 0      | 1      | 1     |
| Total | Total    | 2  | 2      | 2      | 6     |